# 山口嘉夫
山口 嘉夫（やまぐち よしお、1926年（大正15年）1月29日 - 2016年（平成28年）8月12日）は、日本の理論物理学者。　　

## 経歴
第四高等学校を経て、1947年に東京大学理学部を卒業。
大阪市立大学助手、助教授、教授を経て、1962年に東京大学原子核研究所教授に就任する。1968年、東京大学理学部に転任。1983年に東京大学原子核研究所長となり、1986年に定年退官。退官後は東海大学理学部教授となる。
戦後間もなくの、1953年～1955年イリノイ大学、1957年～1961年欧州原子核研究機構（CERN）での在外研究など日本の物理学コミュニティの国際性を高める努力をし、今日の国際共同研究推進の口火を切った。1987年には日本物理学会会長、1993年には日本人として初めて国際純粋・応用物理学連合(IUPAP)の会長を務め、1993年のIUPAP総会を初めて日本の奈良市で開催した。
2016年8月12日、肺炎により死去。叙正四位。

## 賞典
- 仁科記念賞 - 1967年
- 紫綬褒章 - 1988年
- 勲二等瑞宝章 - 1996年[3]